# العصر الحجري الحديث ما قبل الفخاري بي
العصر الحجري الحديث ما قبل الفخاري بي (بالإنجليزية: Pre-Pottery Neolithic B، واختصارًا: PPNB) هو جزء من العصر الحجري الحديث ما قبل الفخاري، وهو اسم لثقافة تعود للعصر الحجري الحديث تمركزت في الجزء العلوي من بلاد ما بين النهرين، ويعود تاريخها إلى نحو 10,800–8,500 سنة، أي 8,800–6,500 قبل الميلاد. استُخدم المصطلح لأول مرة من قبل عالمة الآثار الإنجليزية كاثلين كينيون خلال حفرياتها الأثرية في أريحا بالضفّة الغربية. على غرار الذين سبقوهم من العصر الحجري الحديث ما قبل الفخاري إيه، تطورت ثقافة هذا الشعب من الثقافة النطوفية التي كانت منتشرة في فلسطين، والعراق، ومصر، وسوريا في العصر الحجري الوسيط. ومع ذلك، هناك أدلة تظهر أصلًا شماليًا ربما تشير إلى تدفق من منطقة شمال شرق الأناضول.

## نمط الحياة
تختلف الاتجاهات الثقافية في هذه الفترة عن تلك التي كانت موجودة في فترة العصر الحجري الحديث قبل الفخاري إيه في أن الأشخاص الذين عاشوا خلال هذه الفترة بدؤوا يعتمدون بشكل أكبر على الحيوانات الداجنة لتكملة نظامهم الغذائي الذي يخلط الزراعة والصيد وجمع الثمار. بالإضافة إلى ذلك، تُعد مجموعة أدوات صوّانية لهذه الفترة جديدة ومختلفة تمامًا عن تلك الموجودة في الفترة السابقة وأحد عناصرها الرئيسية هو النصل ذو الشكل الزورقي. كانت هذه الفترةَ الأولى التي أصبحت فيها الأنماط المعمارية لجنوب بلاد الشام ذات خطوط مستقيمة بصفة أساسية، إذ كانت المساكن النموذجية السابقة دائرية أو بيضاوية الشكل وأحيانًا مثمنة. تُعد أرضيات الجص الطيني السميكة المصقولة للغاية والمُنتجة من حجر الكلس إحدى السمات الرئيسية للمنازل خلال هذه الفترة. بالإضافة إلى تطور المصادر النارية بشكل كبير في تلك الفترة أيضًا.

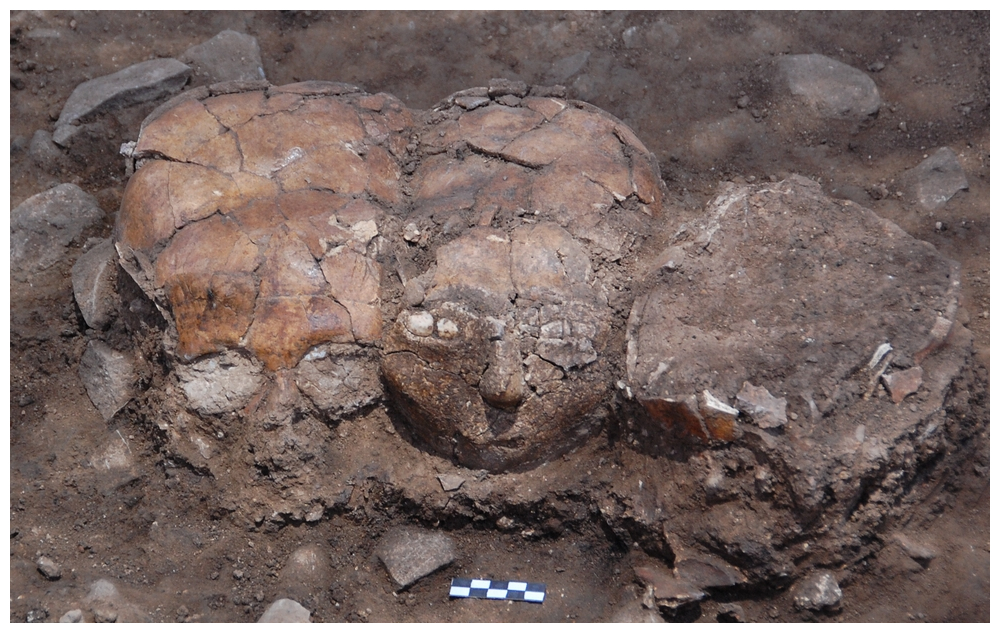
مجموعة جماجم مجصّصة ملتصقة ببعضها في يفتاحل.

يُعتقد أن استخدام الجص الطيني لأغطية الأرضيات والجدران خلال العصر الحجري الحديث قبل الفخاري بي قد أدى إلى اكتشاف الفخار. كانت الأواني الفخارية البدائية عبارة عن أوانٍ مصنوعة من الجير والرماد الرمادي، تُحاط بالسلال قبل خبزها، وكانت هي الأدوات الشائعة لعدة قرون (نحو 7000 قبل الميلاد) في مواقع مثل تل نبع فاعور (وادي البقاع)، التي عُثر عليها في بلاد الشام باستخدام مخططات الأرضيات المستطيلة وتقنيات الأرضيات المجيّرة في عين غزال ويفتاحل (الجليل الغربي) وتل أبو هريرة (الفرات الأعلى). يعود تاريخ هذه الفترة إلى ما بين 10,700 و8,000 سنة ق.م، أو 7000-6000 ق.م.
ًاعيد بناء الجماجم البشرية المجيّرة التي رُكبت في بلاد الشام القديمة بين 9000-6000 قبل الميلاد في فترة ما العصر الحجري الحديث قبل الفخاري بي لأنها تمثل بعض أقدم أشكال الفن في الشرق الأوسط وتثبت أن سكان ما قبل التاريخ كانوا حريصين للغاية على دفن أسلافهم تحت منازلهم. تشير الجماجم إلى بعض أقدم الأمثلة التصويرية في تاريخ الفن.

## المجتمع

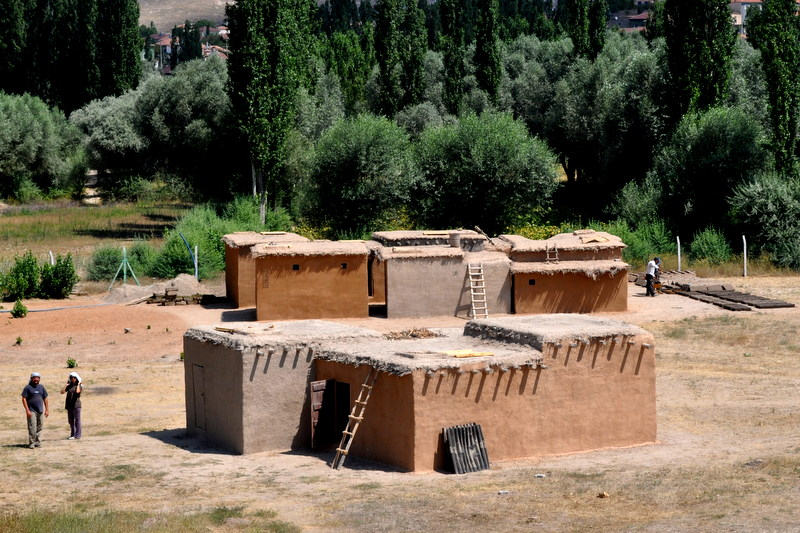
إعادة بناء المساكن في تل آشيكلي، تركيا الحديثة.

لم تتمكن أعمال عالم الآثار الفرنسي دانييل ستوردير الأخيرة في تل أسود، وهي قرية زراعية كبيرة بين جبل الشيخ ودمشق، من إثبات صحة نظرية هنري دي كونتينسون السابقة لثقافة بّي بّي إن إيه الأسودية، وبدلًا من ذلك، وجد دليلًا على ثقافة بّي بّي إن بي راسخة تمامًا منذ عام 8700 قبل الميلاد في تل أسود، ما أدى إلى تأخير تاريخ ابتداءً مقبول بشكل عام للفترة بمقدار 1,200 عام. عُثر على مواقع مماثلة لتل أسود الموجود في حوض دمشق بنفس عمر المواقع التي وُجدت في تل رماد وتل الغريفي. لكن كيفية نشوء ثقافة العصر الحجري الحديث ما قبل الفخاري بي في هذا الموقع وممارسة الزراعة المستأنسة منذ عام 8700 قبل الميلاد هي موضوع للتخمينات. اعتُبر السؤال «هل أنشأت ثقافتها الخاصة أم استوردت تقاليدها من شمال شرق بلاد الشام أو جنوبها؟» سؤالًا مهمًا لموقع يمثل مشكلة للمجتمع العلمي.

## الامتداد
أظهر العمل في موقع عين غزال في الأردن فترة العصر الحجري الحديث ما بعد الفخاري سي، والتي كانت موجودة بين 8,200 و7,900 سنة. اقترح جوريس زارينس أن المجمع الرعوي العربي البدوي تطور في فترة الأزمة المناخية التي حدثت في عام 6200 قبل الميلاد، ويرجع ذلك جزئيًا إلى زيادة التركيز في ثقافة العصر الحجري الحديث ما قبل الفخاري بي على تدجين الحيوانات، والاندماج مع الصيادين وجامعي الثمار في جنوب فلسطين، بالإضافة إلى التواصل مع ثقافات الفيوم والصحراء الشرقية لمصر. انتشرت الثقافات التي تمارس أسلوب الحياة هذا على شاطئ البحر الأحمر وانتقلت شرقًا من سوريا إلى جنوب العراق.
اختفت الحضارة ما قبل الفخارية خلال واقعة 8.2 كيلوسنة، وهو مصطلح اعتمده علماء المناخ للإشارة إلى الانخفاض المفاجئ في درجات الحرارة العالمية التي حدثت قبل 8,200 سنة تقريبًا، أي في عام 6200 قبل الميلاد، واستمرت لقرنين أو أربعة القرون التالية. في بعض الثقافات التي تلت العصر الحجري الحديث ما بعد الفخاري بي مثل ثقافة مانهاتا والثقافة اليرموكية، استمر التطور الثقافي السريع، رغم استمرار ثقافة بّي بّي إن بي في سهل العمق، حيث أثرت في التطور اللاحق للثقافة الغسولينية.

## الأدوات
في عام 8000 قبل الميلاد تقريبًا وقبل اختراع الفخار، أصبحت سكان العديد من المستوطنات المبكرة خبيرين في صنع أوانٍ جميلة ومتطورة للغاية من الحجر باستخدام مواد مثل المرمر أو الجرانيت واستخدام الرمل للتشكيل والصقل. استخدم الحرفيون العروق الموجودة في المادة لتحقيق أقصى قدر من التأثير البصري. عُثر على هذه المواد بكثرة في نهر الفرات العلوي، الذي يقع اليوم شرق سوريا، وخاصة في موقع بقرص. شكلت هذه الآثار المراحل المبكرة من تطور فن بلاد ما بين النهرين.

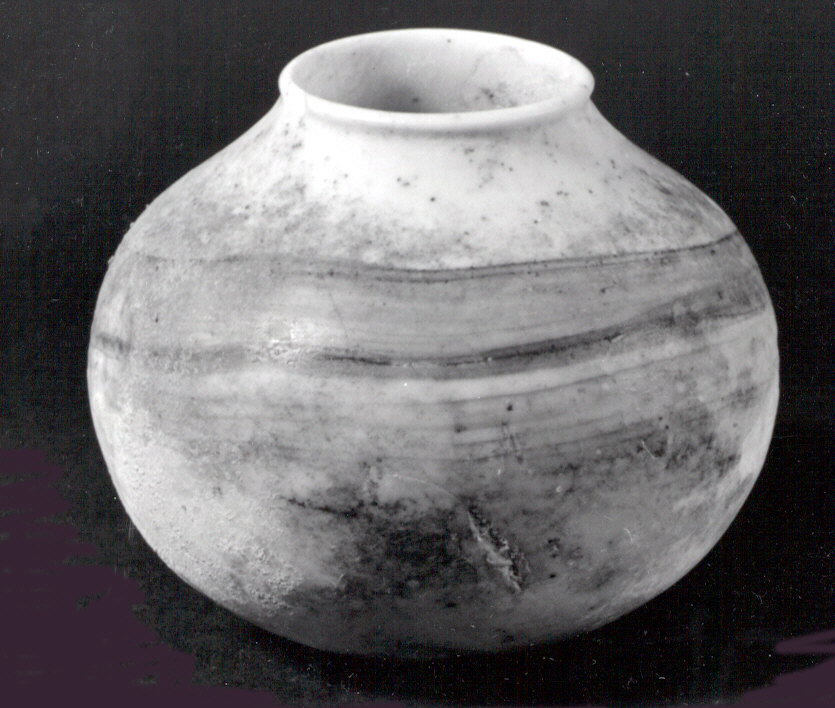
جرّة من المرمر والكالسيت، سوريا، أواخر الألفية الثامنة قبل الميلاد.
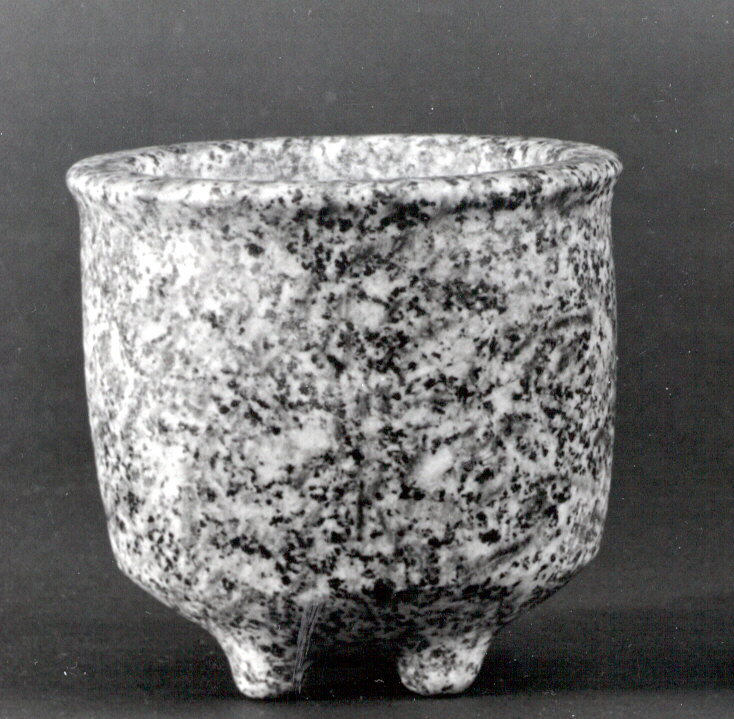
وعاء ذو أرجل من الجرانيت، سوريا، نهاية الألفية الثامنة قبل الميلاد.
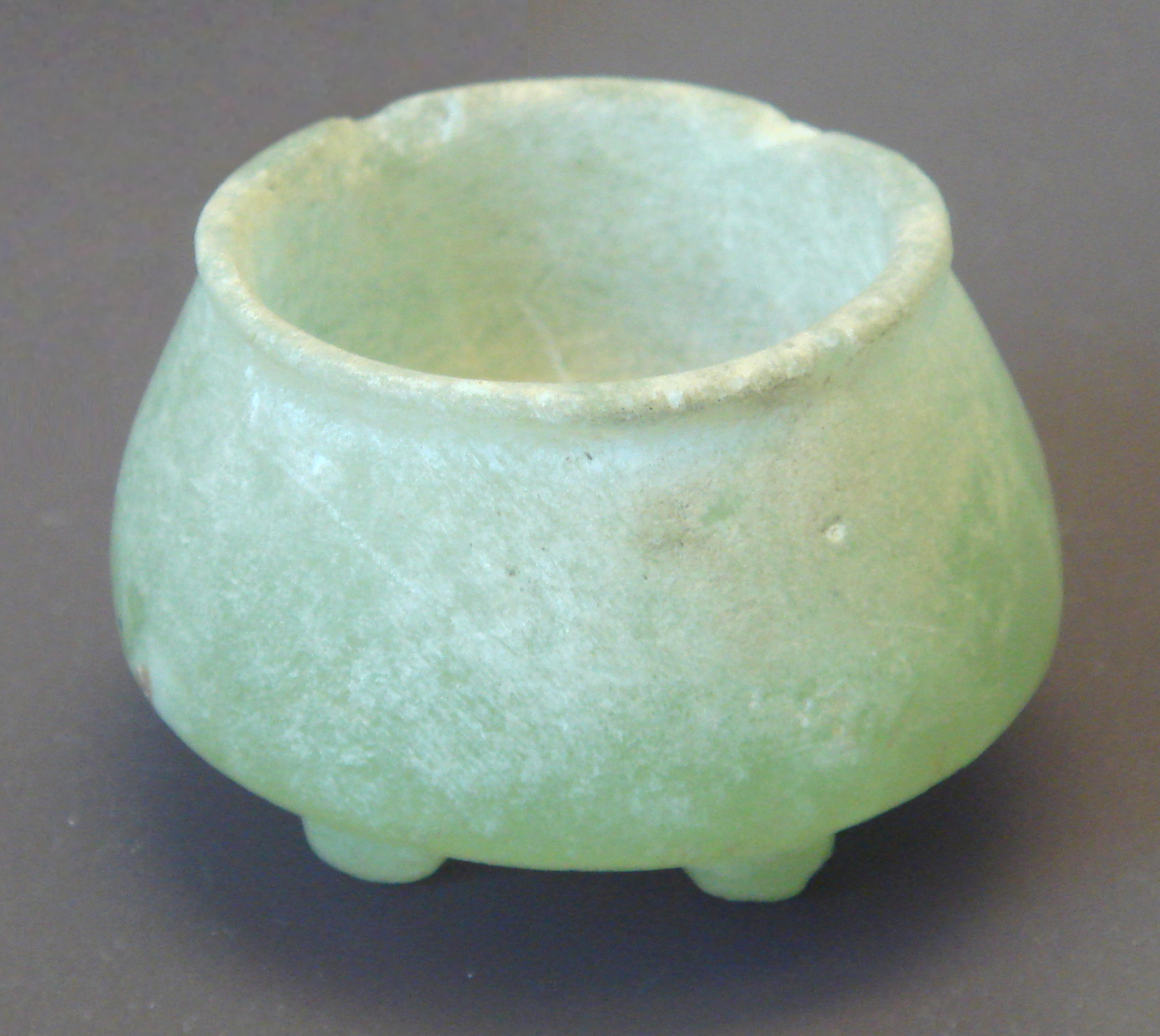
مزهرية أراجونيت خضراء ثلاثية القوائم من الفرات الأوسط، 6000 قبل الميلاد، متحف اللوفرAO 28386
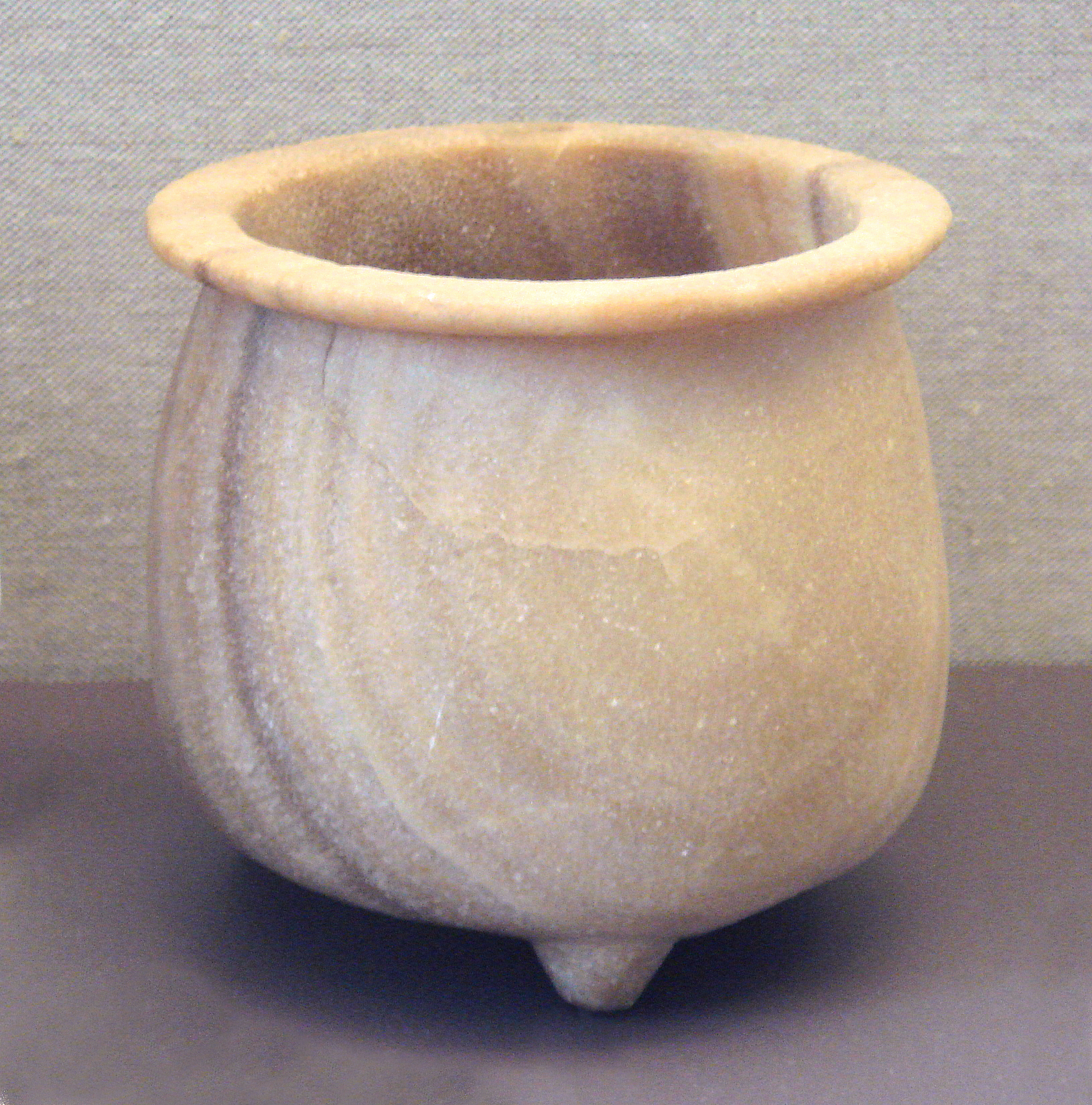
إناء أراجونيت ثلاثي القوائم من الفرات الأوسط، 6000 قبل الميلاد، متحف اللوفر  AO 31551
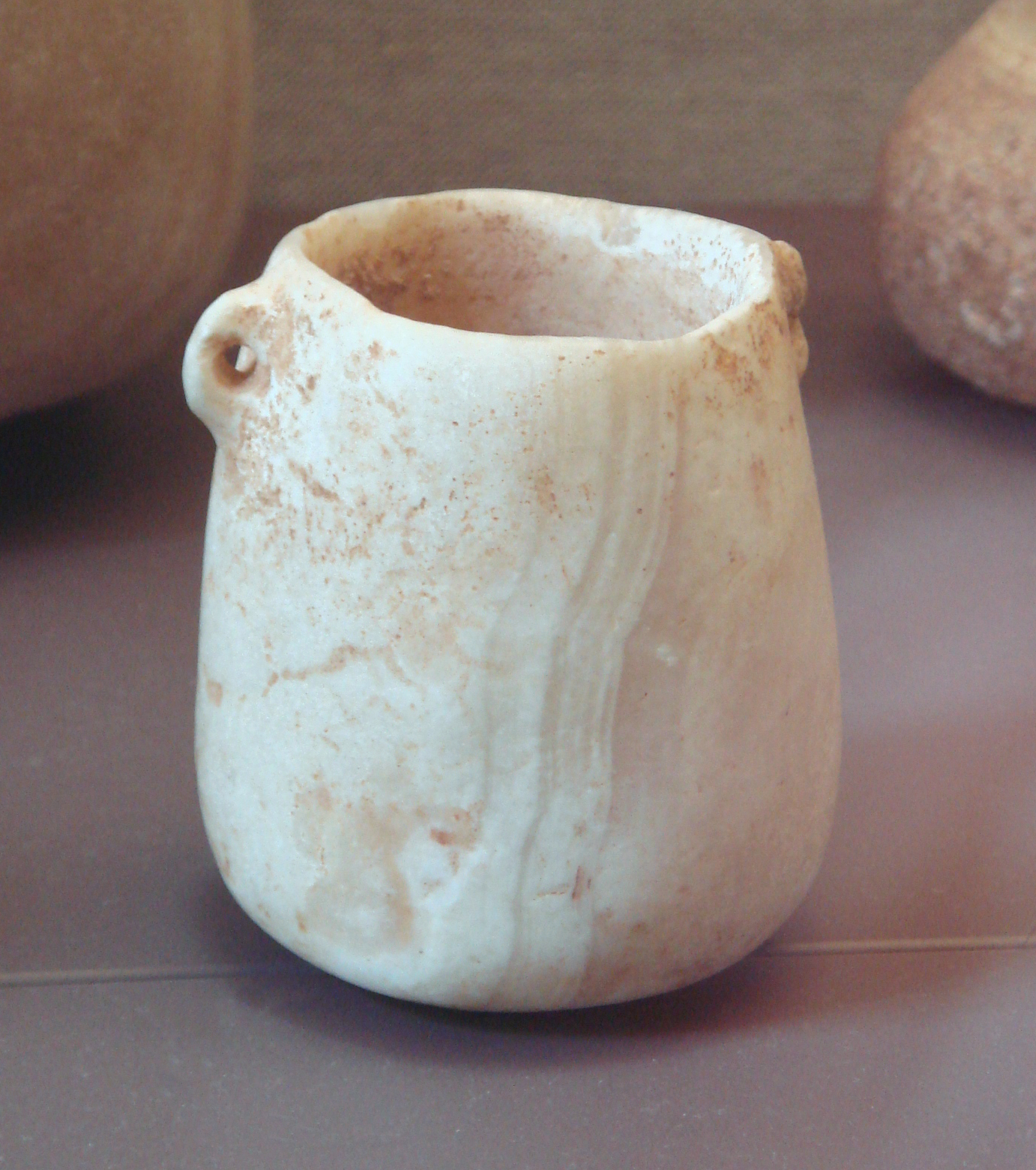
إناء مرمر مع مقابض، منطقة بوقراس، 6500 قبل الميلاد، متحف اللوفر AO 28519
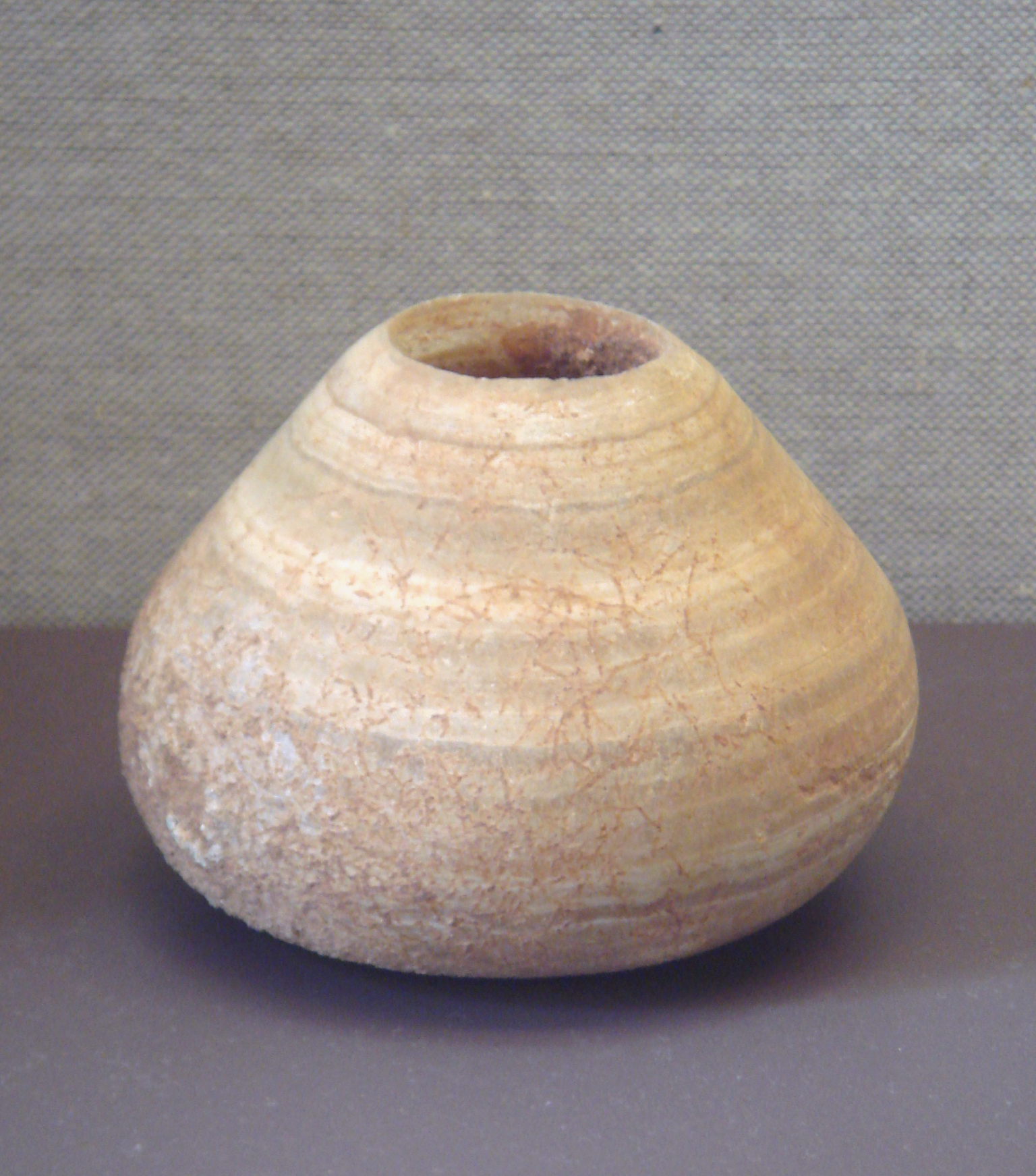
وعاء مرمر من منطقة الفرات الأوسط، 6500 قبل الميلاد، متحف اللوفر
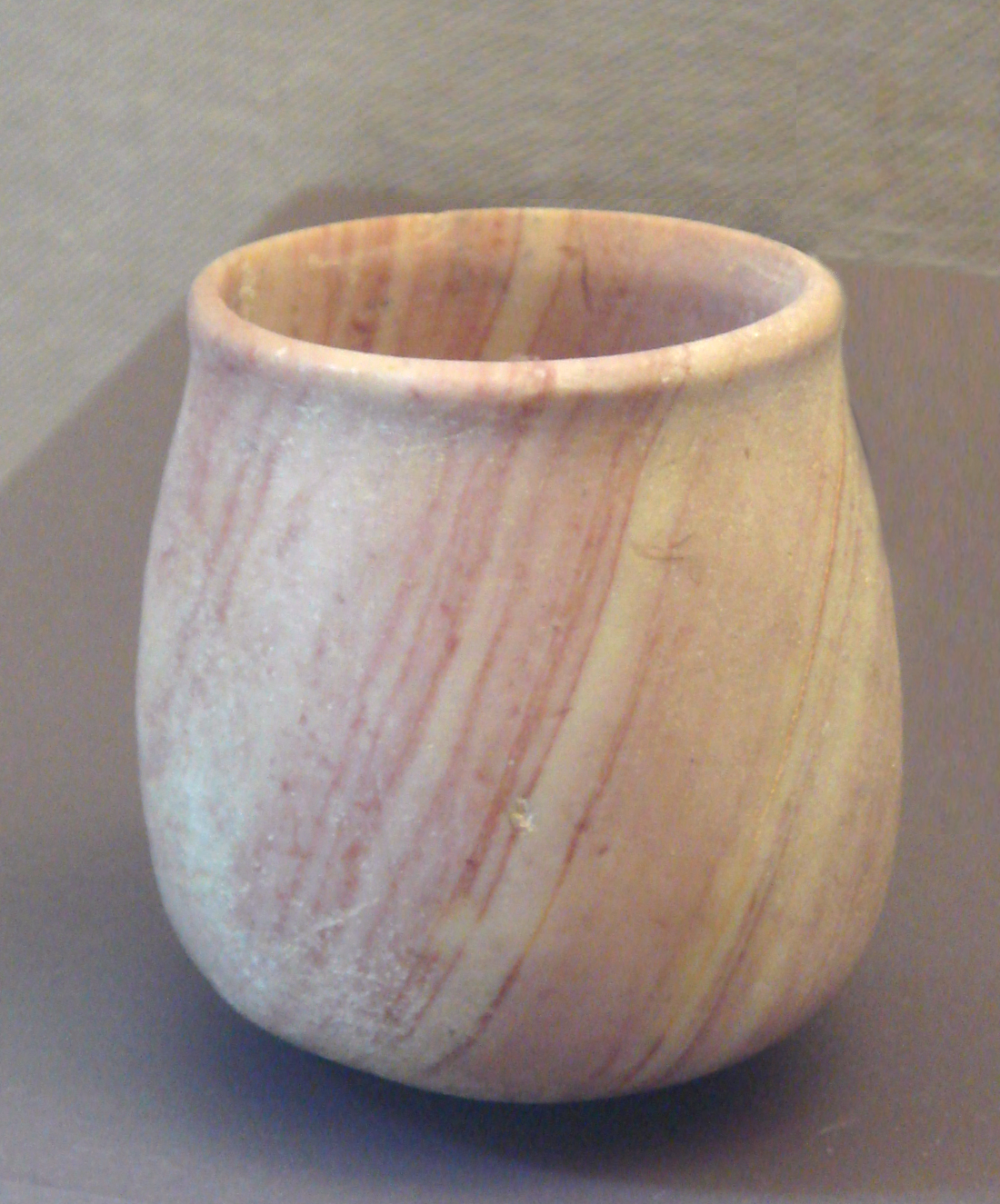
وعاء من المرمر، منطقة الفرات الأوسط، 6500 قبل الميلاد، متحف اللوفر
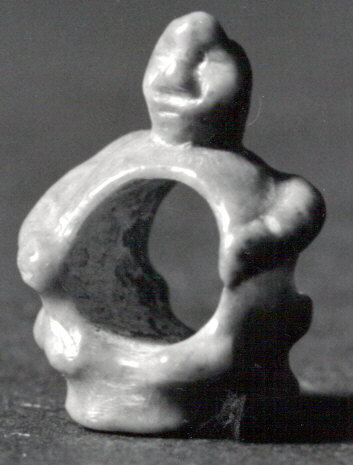
خرزة على شكل إنسان من الألفية الثامنة قبل الميلاد.

## علم الوراثة

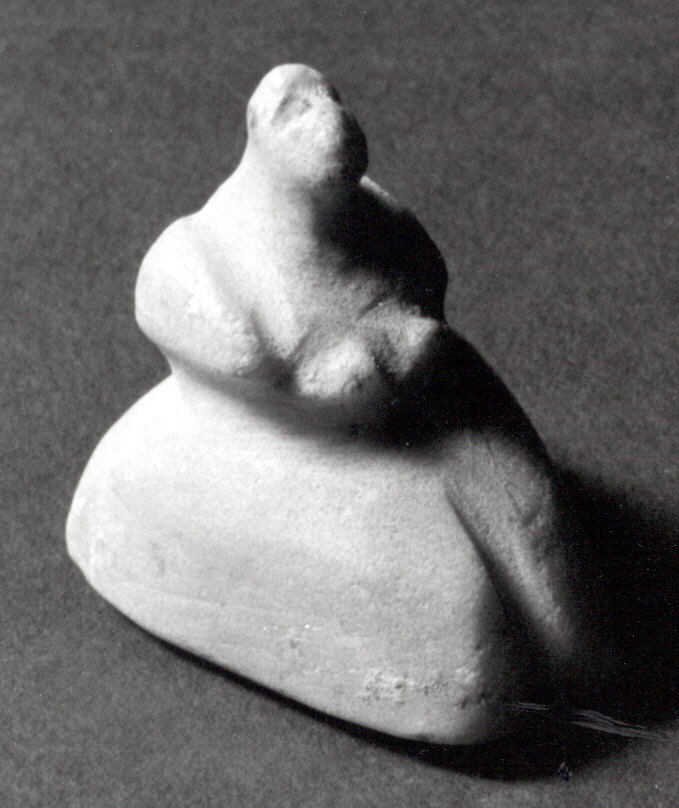
تمثال أنثى صغير من الألفية الثامنة قبل الميلاد، سوريا.

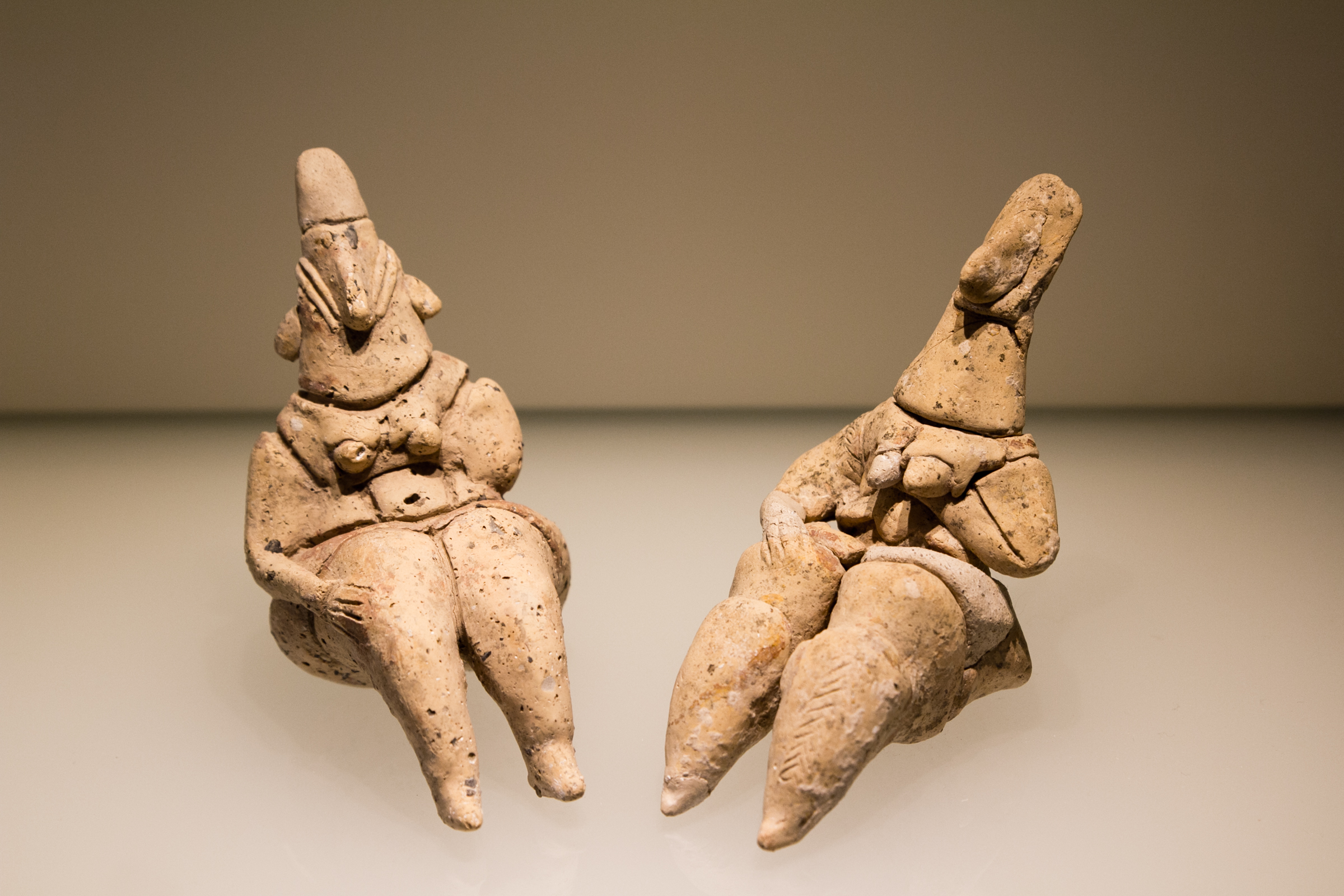
تمثالان يرموكيان، من الثقافة اليرموكية (5500-5000 قبل الميلاد)، العصر الحجري الحديث قبل الفخاري بي.

وُجد أن الحفريات من العصر الحجري الحديث ما قبل الفخاري بي التي جرى تحليلها بحثًا عن الحمض النووي القديم تحمل المجموعات الفردانية للصبغي واي (الأبوية) الآتية: (2/7; ~29%) E1b1b، و(2/7; ~29%) CT، و(1/7; ~14%) E(xE2,E1a,E1b1a1a1c2c3b1,E1b1b1b1a1,E1b1b1b2b)، و(1/7; ~14%) T(xT1a1,T1a2a)، و(1/7; ~14%) H2. رُصد الفرع الحيوي CT في عينة من العصر الحجري الحديث ما قبل الفخاري سي (1/1; 100%). من الناحية الأمومية، وُجدت المجموعة الفردانية (الهابلوغروب) القاعدية النادرة N* بين بقايا الهيكل العظمي الذي ينتمي إلى العصر الحجري الحديث ما قبل الفخاري بي، وكذلك النوعين الحيويين  L3، وK، التابعين للحمض النووي الميتوكوندري.

أثبت تحليل الحمض النووي أيضًا روابط الأجداد بين حاملي ثقافة العصر الحجري الحديث قبل الفخاري وكل من صانعي الثقافة الإيبيروموريسية في شمال أفريقيا، والثقافة النطوفية العائدة للعصر الحجري الوسيط في بلاد الشام، وثقافة العصر الحجري البدوي في شرق أفريقيا، وثقافة العصر الحجري الحديث المبكر في المغرب، والثقافة المصرية القديمة في وادي النيل، من خلال الأحافير المرتبطة بهذه الثقافات المبكرة والتي تشترك جميعها بعنصر جينومي واحد.

## الانتشار

### التأريخ بالكربون المشع 14

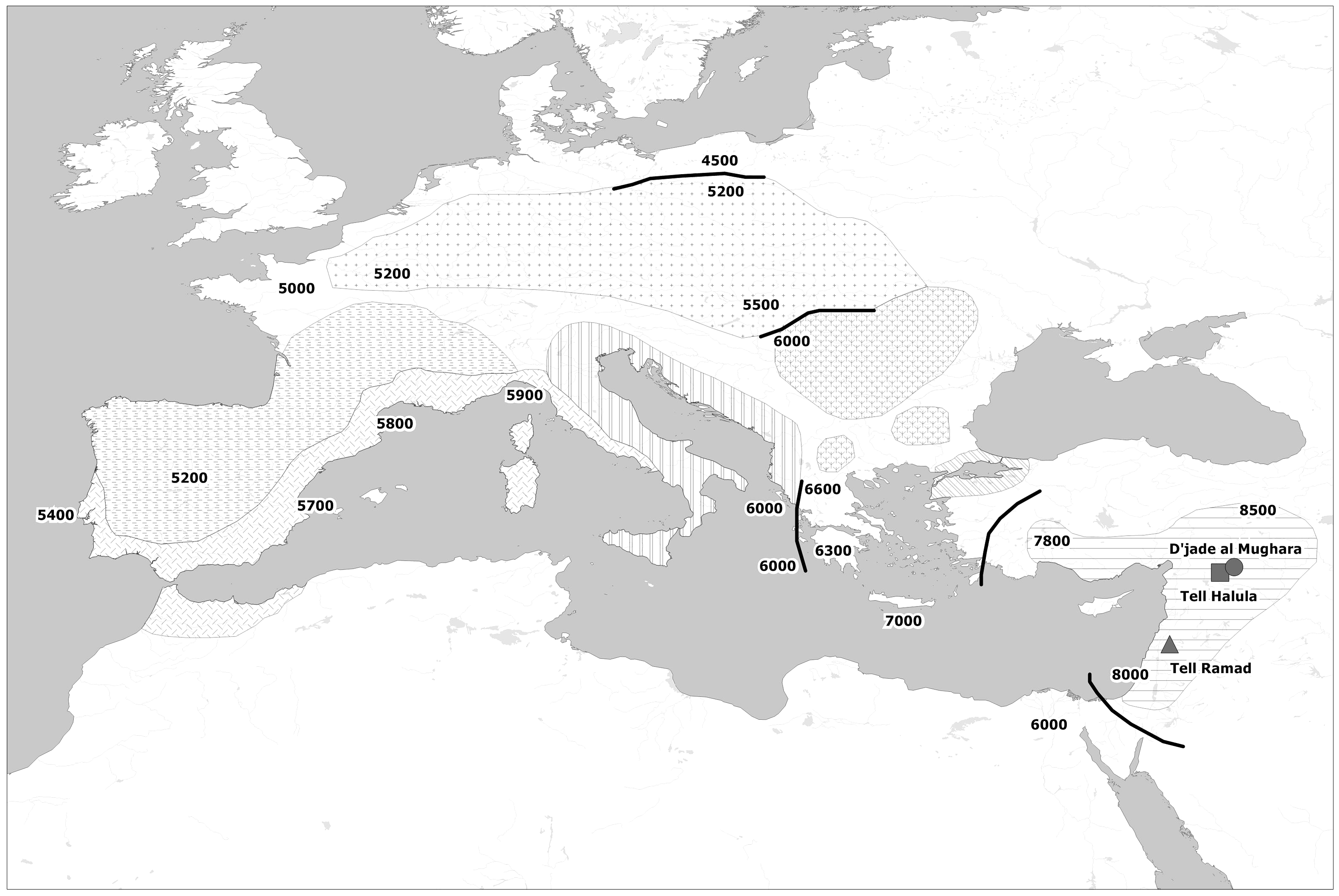
خريطة لانتشار الثقافات الزراعية من العصر الحجري الحديث من الشرق الأدنى إلى أوروبا، مع التواريخ بالسنوات قبل الميلادية.

دُرس انتشار العصر الحجري الحديث في أوروبا بشكل كمي لأول مرة في سبعينيات القرن العشرين، حين أصبح عدد كافٍ من تحديدات العمر بالكربون 14 لمواقع العصر الحجري الحديث المبكرة متاحًا. اكتشف عامرمان وكافالي سفورتزا علاقة خطية بين عمر موقع العصر الحجري الحديث المبكر وبُعده عن المصدر المألوف في الشرق الأدنى (أريحا)، ما يدل على أنه العصر الحجري الحديث، في المتوسط، انتشر بسرعة ثابتة تبلغ نحو 1 كم/سنة. تؤكد دراساتٌ أحدثُ هذه النتائجَ وتخلص إلى سرعة 0.6-1.3 كم/سنة بمستوى موثوقية يبلغ 95%.

### تحليل الحمض النووي الميتوكوندري
حصلت أحداث هجرة مختلفة تاريخية وما قبل تاريخية في أوروبا منذ التوسع الأصلي للبشر من خارج أفريقيا قبل 200 ألف سنة. بالنظر إلى أن تنقّل السكان ينطوي عليه تغيّرات جينية، فمن الممكن تقدير أثر هذه الهجرات من خلال التحليل الجيني للسكان. نشأت الممارسات الزراعية وتربية الحيوانات منذ 10,000 سنة في منطقة من الشرق الأدنى التي تُعرف باسم الهلال الخصيب. وفقًا للسجل الأثري، توسعت هذه الظاهرة المعروفة باسم «العصر الحجري الحديث» بسرعة من هذه الأراضي إلى أوروبا. ومع ذلك، فإن ما إذا كان هذا الانتشار مصحوبًا بالهجرة البشرية أم لا هو محل جدل كبير. استُعيد الحمض النووي المتقدِّريّ -نوع من الحمض النووي الموروث من الأم موجود في سيتوبلازما الخلية- من بقايا مزارعي العصر الحجري الحديث ما قبل الفخاري بي في الشرق الأدنى، ثم قُورن بالبيانات المتاحة من مجموعات العصر الحجري الحديث الأخرى في أوروبا وأيضًا من المجموعات الحديثة من جنوب شرق أوروبا والشرق الأدنى. تظهر النتائج أن هجرات بشرية كبيرة كانت مشاركة في انتشار العصر الحجري الحديث وتشير إلى أن أول المزارعين من العصر الحجري الحديث قد دخلوا أوروبا عن طريق بحري عبر قبرص والجزر الإيجية.

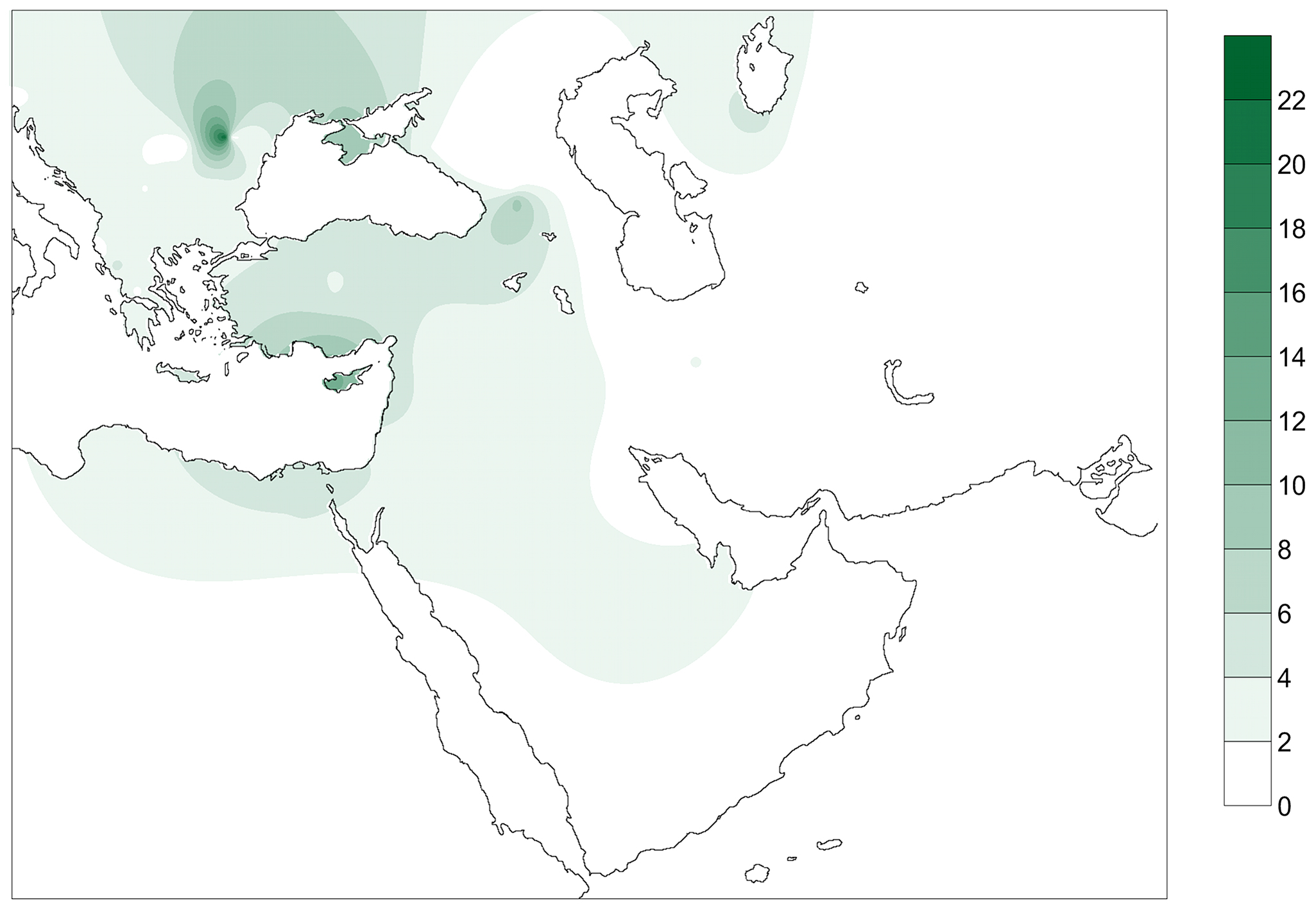
التوزيع الحديث للنماذج الفردانية لمزارعي العصر الحجري الحديث ما قبل الفخاري بي.
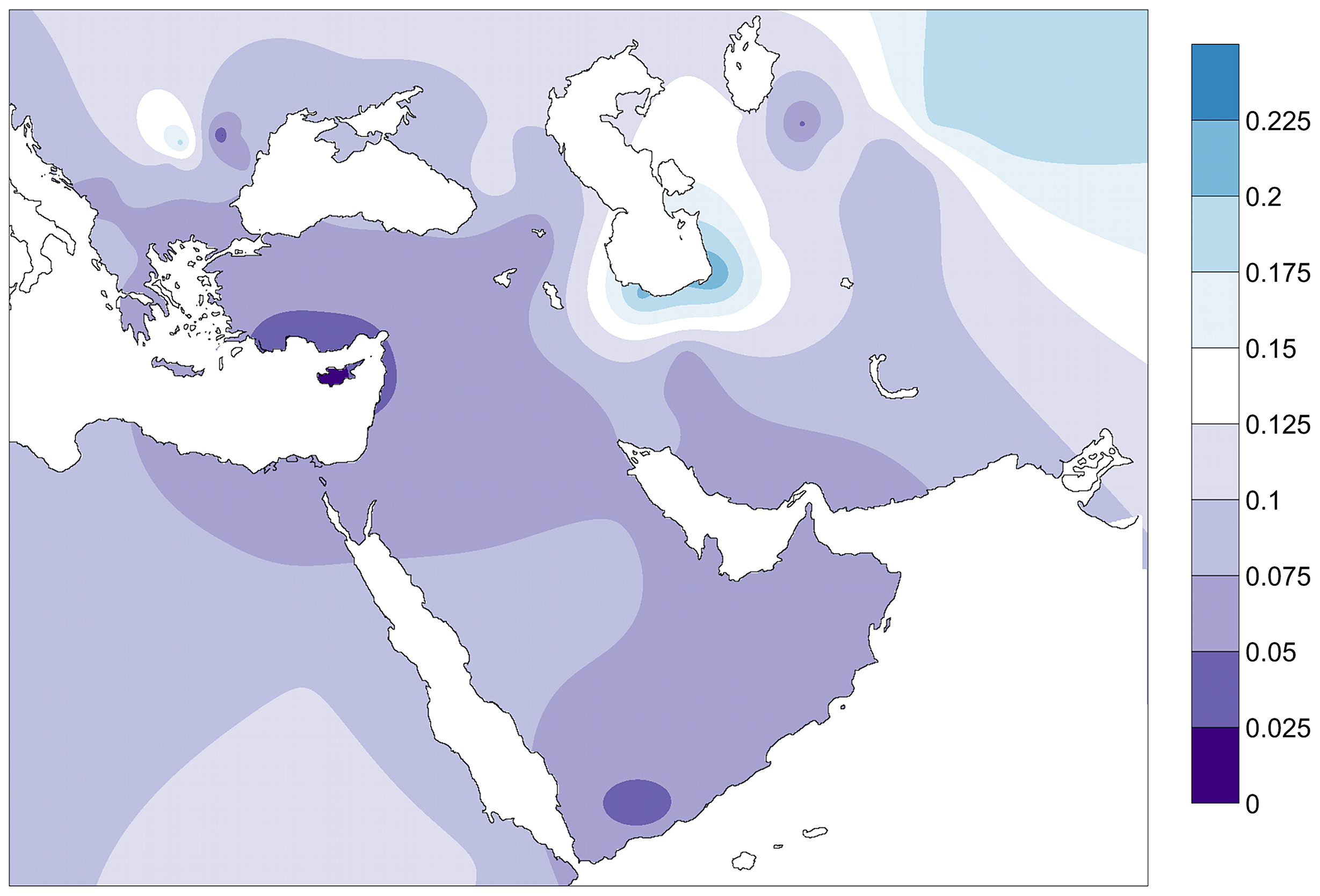
المسافة الجينية بين مزارعي العصر الحجري الحديث ما قبل الفخاري بي والتجمعات السكانية الحديثة.